# Jullie
Juliana Vasconcelos Póvoas, meglio conosciuta come Jullie (Vila Velha, 16 aprile 1988), è una cantante, attrice e blogger brasiliana.
Raggiunse la popolarità in Brasile come attrice e doppiatrice, e anche come cantante, dopo aver cantato con Joe Jonas, dei Jonas Brothers.

## Biografia
Pur non essendo nata in una famiglia di artisti, Juliana Vasconcelos Póvoas ha desiderato sin dall'infanzia diventare un'attrice famosa.
Nel 1998, all'età di dieci anni incontra il produttore discografico Hilton Assunção, che la presenta alla direttrice di Rede Globo, Marlene Mattos, che propone a Juliana di partecipare a programmi come Xuxa Park, Criança Esperança. Nel 2001 vince un concorso musicale nel programma, Gente Inocente.
Tre anni dopo, Juliana esordisce come attrice interpretando il personaggio adolescenziale di 'Lia' nel film brasiliano Mais Uma Vez Amor . Nel 2005 fu invitata a registrare la sua prima colonna sonora, per lo spettacolo Sítio do Pica-Pau Amarelo . la canzone, A Fadinha Tambelina . Esordisce anche come doppiatrice, dando voce a personaggi come, Blair Waldorf in Gossip Girl, e Katie in Total Drama Island.
Nel 2008, dopo l'invio di sue demo a diverse case discografiche, Juliana firma un contratto con la Deckdisc, dove le suggeriscono di modificare il suo nome d'arte in Jullie. Inizia a registrare il suo primo album nel 2008. Il 13 giugno 2009, pubblica il suo primo singolo, la canzone Alice, una versione di Misfit, All You Girls, dalla cantante inglese Amy Studt. Il 10 settembre 2009, pubblica il suo primo album, Hey!, influenzato dallo stile di cantanti come Lily Allen, Madonna, Alanis Morissette, e il suo principale riferimento, Katy Perry, stile diretto a una presa di posizione femminista, con testi scritti sia da lei, che da compositori come Sabrina Sahm e Liah. È un album il cui target è orientato a donne giovani, la media delle giovani che vedono MTV, una stazione televisiva statunitense, che l'ha definita, la "Katy Perry brasiliana", sia per suo modo di vestire, che per il suo stile musicale. Nel mese di agosto del 2009 la cantante è uno dei presentatori, insieme a Marcelo Mancini, Lucas Silveira, alla versione brasiliana dei Nickelodeon Kids' Choice Awards, dal titolo, Meus Prêmios Nick Brasil, che raccoglie il meglio della musica e della televisione orientati ai giovani. Jullie passa, nel mese di ottobre, a presentare il Plantão MIXTV, programma musicale su MTV. Il 5 novembre, la cantautrice pubblica il suo secondo singolo, Hey, ricevendo critiche negative da parte della critica, ma buone recensioni con il suo videoclip, ispirato al video musicale, Just Dance di Lady Gaga.
Il 10 febbraio 2010 lancia Tudo Pode Mudar , riscrittura della banda Metrô, dalla colonna sonora della serie Malhação ID, di Rede Globo. Il 5 marzo 2010, attraverso una Twitcam, canta le sue canzoni e cover come, I Kissed a Girl, di Katy Perry, e Paparazzi, di Lady Gaga. Il 13 giugno 2010, inizia a registrare, per Disney Channel, la seconda stagione della versione brasiliana di, As the Bell Rings, insieme alla cantante statunitense Demi Lovato in quel periodo in Brasile, per un tour. Il 6 luglio annuncia la registrazione di una canzone, in coppia con il cantante statunitense, Joe Jonas, leader dei Jonas Brothers, una versione di, Wouldn't Change a Thing, dalla colonna sonora di Camp Rock 2, registrazione che le è valso il nome, Não Mudaria Nada Em Você , lanciata ufficialmente il 2 agosto 2010.